# 이규상
이규상(李揆祥, 1918년 ~ 1964년)은 대한민국의 서양화가이다.
서울 출신으로, 1941년 일본 니혼미술학교(日本美術學校) 회화과를 졸업했다. 1942년 도쿄조형연구소(東京造形硏究所)에 입소하여 계속 수학하였다. 귀국 후인 1948년에서 1960년 사이에는 경복고등학교 교사를 역임했다. 1961년에 홍익대학교로 교직을 옮겼다.
1948년에 신사실파전(新寫實派展), 1956년에 모던 아트전의 동인으로 참여하였고, 역경의 생활 속에서 1963년에 개인전을 가졌다. 일찍부터 추상주의 미술운동에 몸담아 온 그의 작품은 극단적으로 단순화시킨 형과 면의 기호공간(記號空間)을 추구하고 있으며, 그는 본능적으로 전위정신(前衛情神)을 구현한 작가이기도 했다. 원(圓)을 주축으로 간략하게 화면을 전개시킨 작품 〈생태(生態)〉 등이 있다.